# 崔世彬
崔世彬（韩语： Choi Se-bin，2000年8月11日—），韩国女子击剑运动员，2023年世界击剑锦标赛女子佩剑团体铜牌得主、2022年亞洲運動會女子佩剑团体铜牌得主、2024年夏季奥林匹克运动会女子佩剑团体银牌得主。